# Porte-de-Savoie
Porte-de-Savoie est une commune nouvelle située dans le département de la Savoie, en région Auvergne-Rhône-Alpes, créée le 1er janvier 2019.
Elle est issue de la fusion des communes de Francin et de Les Marches, qui deviennent des communes déléguées.

## Géographie

### Localisation
La commune se situe dans la partie aval de la combe de Savoie, à la frontière avec le département de l'Isère. Elle est bordée au sud-ouest par le massif de la Chartreuse et au nord-est par celui des Bauges.

### Communes limitrophes
| Apremont           | Myans Chignin   | La Thuile                       |
| Entremont-le-Vieux | Porte-de-Savoie | Montmélian Sainte-Hélène-du-Lac |
|                    | Chapareillan    | Laissaud                        |

### Climat
Pour des articles plus généraux, voir Climat d'Auvergne-Rhône-Alpes et Climat de la Savoie.
En 2010, le climat de la commune est de type climat des marges montargnardes, selon une étude du Centre national de la recherche scientifique s'appuyant sur une série de données couvrant la période 1971-2000. En 2020, Météo-France publie une typologie des climats de la France métropolitaine dans laquelle la commune est exposée à un climat de montagne ou de marges de montagne et est dans la région climatique  Alpes du nord, caractérisée par une pluviométrie annuelle de 1 200 à 1 500 mm, irrégulièrement répartie en été. 
Pour la période 1971-2000, la température annuelle moyenne est de 11,1 °C, avec une amplitude thermique annuelle de 18,8 °C. Le cumul annuel moyen de précipitations est de 1 287 mm, avec 9,5 jours de précipitations en janvier et 8,2 jours en juillet. Pour la période 1991-2020, la température moyenne annuelle observée sur la station météorologique de Météo-France la plus proche, « Montmelian », sur la commune de Montmélian à 4 km à vol d'oiseau, est de 12,4 °C et le cumul annuel moyen de précipitations est de 987,3 mm,. Pour l'avenir, les paramètres climatiques de la commune estimés pour 2050 selon différents scénarios d'émission de gaz à effet de serre sont consultables sur un site dédié publié par Météo-France en novembre 2022.
| Mois                                  | jan.          | fév.           | mars          | avril         | mai           | juin         | jui.          | août          | sep.          | oct.          | nov.           | déc.           | année      |
| ------------------------------------- | ------------- | -------------- | ------------- | ------------- | ------------- | ------------ | ------------- | ------------- | ------------- | ------------- | -------------- | -------------- | ---------- |
| Température minimale moyenne (°C)     | −0,7          | −0,1           | 2,8           | 6,5           | 10,1          | 13,8         | 15,3          | 14,7          | 11,7          | 8,1           | 3,2            | −0,1           | 7,1        |
| Température moyenne (°C)              | 3             | 4,3            | 8,2           | 12,6          | 15,9          | 19,9         | 22            | 21,1          | 17,6          | 13,2          | 7,4            | 3,4            | 12,4       |
| Température maximale moyenne (°C)     | 6,6           | 8,7            | 13,6          | 18,8          | 21,6          | 26           | 28,6          | 27,4          | 23,5          | 18,4          | 11,7           | 7              | 17,7       |
| Record de froid (°C) date du record   | −12 11.01.10  | −13,3 05.02.12 | −7,8 01.03.05 | −3,9 08.04.21 | 0,6 07.05.19  | 4,4 01.06.06 | 8,3 25.07.11  | 7,4 15.08.06  | 3,2 15.09.17  | −2,3 30.10.12 | −14,5 27.11.05 | −12,7 20.12.09 | −14,5 2005 |
| Record de chaleur (°C) date du record | 16,3 31.01.20 | 20,8 24.02.21  | 25,5 31.03.21 | 30 21.04.18   | 34,2 20.05.22 | 37 27.06.19  | 39,8 07.07.15 | 39,7 24.08.23 | 33,1 11.09.23 | 30,4 05.10.04 | 24,3 12.11.18  | 19,1 17.12.19  | 39,8 2015  |
| Précipitations (mm)                   | 92,2          | 63,7           | 82,1          | 60,8          | 99,5          | 84,6         | 81,5          | 92,9          | 59,8          | 74,9          | 87,8           | 107,5          | 987,3      |

## Urbanisme

### Typologie
Au 1er janvier 2024, Porte-de-Savoie est catégorisée bourg rural, selon la nouvelle grille communale de densité à sept niveaux définie par l'Insee en 2022.
Elle appartient à l'unité urbaine de Chambéry, une agglomération intra-départementale regroupant 35  communes, dont elle est une commune de la banlieue,,. Par ailleurs la commune fait partie de l'aire d'attraction de Chambéry, dont elle est une commune de la couronne,. Cette aire, qui regroupe 115 communes, est catégorisée dans les aires de 200 000 à moins de 700 000 habitants,.

## Histoire
Créée par un arrêté préfectoral du 26 septembre 2018, elle est issue du regroupement des deux communes des Marches et de Francin qui deviennent des communes déléguées. Son chef-lieu est fixé aux Marches.
En mai 2022 du Tribunal administratif de Grenoble annule l’arrêté préfectoral du 26 septembre 2018 portant création de la commune nouvelle « Porte-de-Savoie » à compter du 1er octobre 2022 à la suite de l’omission de consultation préalable des comités techniques ; cependant, en septembre 2022, la préfecture confirme la création de la commune nouvelle.

## Politique et administration

### Administration municipale
| Nom                 | Code Insee | Intercommunalité  | Superficie (km2) | Population (dernière pop. légale) | Densité (hab./km2) |
| ------------------- | ---------- | ----------------- | ---------------- | --------------------------------- | ------------------ |
| Les Marches (siège) | 73151      | CC Cœur de Savoie | 15,35            | 2 653 (2016)                      | 173                |
| Francin             | 73118      | CC Cœur de Savoie | 6,93             | 928 (2016)                        | 134                |

### Liste des maires
| Période                                  | Période  | Identité       | Étiquette | Qualité                                                                                           |
| ---------------------------------------- | -------- | -------------- | --------- | ------------------------------------------------------------------------------------------------- |
| 9 janvier 2019,                          | en cours | Franck Villand | SE        | Fonctionnaire 12e vice-président de la CC Cœur de Savoie (2014 → ) Maire de Francin (2014 → 2018) |
| Les données manquantes sont à compléter. |          |                |           |                                                                                                   |

## Population et société

### Démographie
L'évolution du nombre d'habitants est connue à travers les recensements de la population effectués dans la commune depuis sa création.

En 2022, la commune comptait 3 944 habitants, en évolution de +10,14 % par rapport à 2016 (Savoie : +3,63 %, France hors Mayotte : +2,11 %).
| 2020  | 2022  |
| ----- | ----- |
| 3 830 | 3 944 |

## Économie

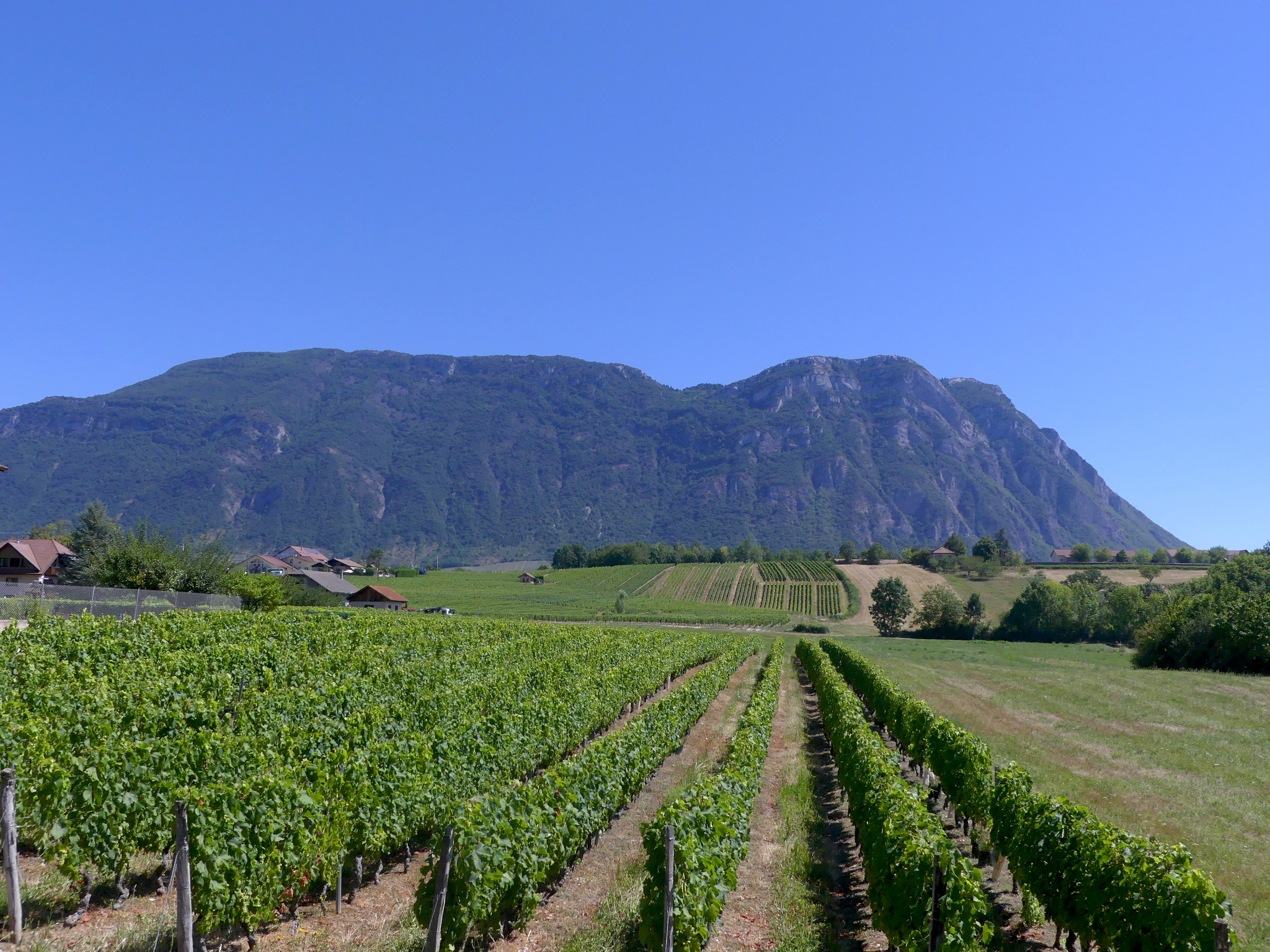
Vignobles à Les Marches.

La viticulture occupe une place importante dans la production agricole de la commune.
Le parc d'activités économiques Alpespace est situé en partie sur l'ancienne commune de Francin. Il s'agit d'un pôle reconnu comme étant d'intérêt régional. La zone du « plan Cumin », près du village des Marches représente également un poumon économique important.
Le commune fait partiellement partie de l'aire géographique de production et transformation du « Bois de Chartreuse », la première AOC de la filière Bois en France.

## Culture locale et patrimoine

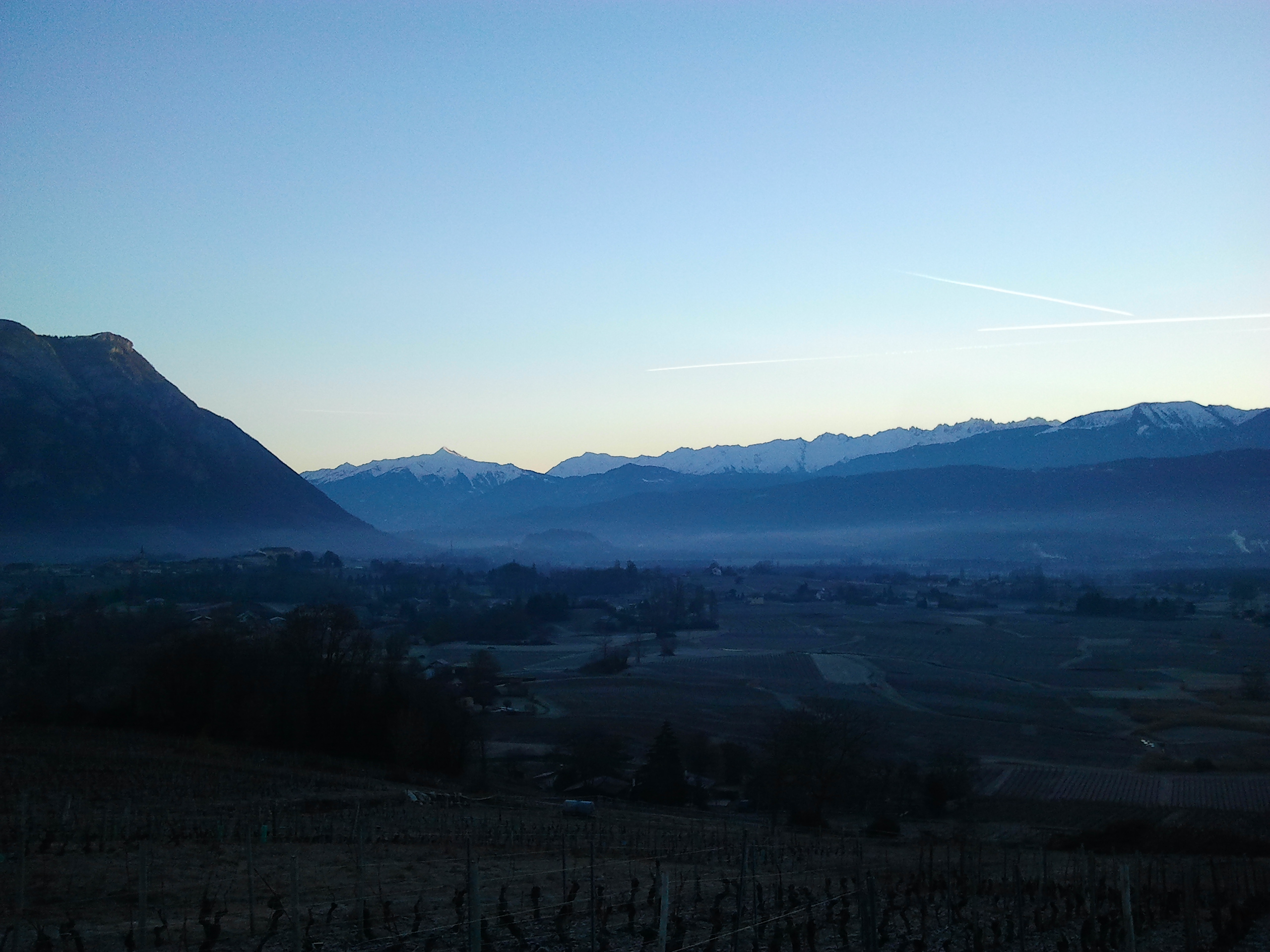
Les Marches au lever du jour en hiver

### Patrimoine naturel
La commune a la particularité d'appartenir à la fois au parc naturel régional du massif des Bauges et à celui de Chartreuse.